# Phil Boyd
Philip Ewing "Phil" Boyd (Toronto, Ontario, 5 de juny de 1876 - Toronto, 16 de novembre de 1967) va ser un remer canadenc que va competir a principis del segle xx.
El 1904 va prendre part en els Jocs Olímpics de Saint Louis, on va guanyar la medalla de plata en la prova de vuit amb timoner del programa de rem.
El 1912 tornà a prendre part en uns nous Jocs Olímpics, a Estocolm, on fou eliminat de primer moment en la prova del vuit amb timoner.